# بيرنوميا
بيرنوميا (بالإيطالية: Pernumia)‏ هي بلدية في مقاطعة باذوة في منطقة فنيتة الإيطالية، وتقع على بعد 45 كيلومترًا (28 ميلًا) جنوب غرب مدينة البندقية و 20 كيلومترًا (12 ميلًا) جنوب غرب باذوة.